# ラバリシン
ラバリシン(Ruberlysin、EC 3.4.24.48)は、酵素である。インスリンB鎖のHis10-Leu、Ala14-Leu、Tyr16-Leu、Gly23-Phe、アンジオテンシンIのHis-Pro、Pro-Phe、Trp-Ser、エンケファリンのGly-Pheの結合を選択的に切断する。
このエンドペプチダーゼは、アカガラガラヘビの毒に含まれる。